# Węgierska Formuła 2000 Sezon 1994
Węgierska Formuła 2000 Sezon 1994 – trzeci sezon Węgierskiej Formuły 2000.

## Kalendarz wyścigów
| Runda | Data        | Tor         | Pole position | Najszybsze okrążenie | Zwycięzca (kierowcy) | Zwycięzca (zespoły) |
| ----- | ----------- | ----------- | ------------- | -------------------- | -------------------- | ------------------- |
| 1     | 15 maja     | Hungaroring | ?             | ?                    | Mátyás Szigetvári    | Budapesti Volán     |
| 2     | 12 czerwca  | Pecz        | ?             | ?                    | László Kálmándy Pap  | Budapesti Volán     |
| 3     | 30 lipca    | Parádsasvár | ?             | ?                    | László Szász         | Opel Szuna          |
| 4     | 31 lipca    | Parádsasvár | ?             | ?                    | László Szász         | Opel Szuna          |
| 5     | 4 września  | Hungaroring | ?             | ?                    | Mátyás Szigetvári    | Budapesti Volán     |
| 6     | 25 września | Hungaroring | ?             | ?                    | László Halaska       | Carex SC            |

## Klasyfikacja kierowców
| Legenda oznaczeń w tabelach wyników Wyświetl szablon na nowej stronie | Legenda oznaczeń w tabelach wyników Wyświetl szablon na nowej stronie                                                                     |
| Oznaczenie                                                            | Wyjaśnienie |
| --------------------------------------------------------------------- | --- |
| Złoty                                                                 | Zwycięzca lub mistrzostwo |
| Srebrny                                                               | 2. miejsce lub wicemistrzostwo |
| Brązowy                                                               | 3. miejsce lub II wicemistrzostwo |
| Zielony                                                               | Ukończył, punktował (w klasyfikacji generalnej, gdy zdobył co najmniej jeden punkt na przestrzeni sezonu, poza trzema powyższymi opcjami) |
| Niebieski                                                             | Ukończył, nie punktował (w klasyfikacji generalnej, gdy nie zdobył co najmniej jednego punktu na przestrzeni sezonu)                      |
| Czerwony                                                              | Nie zakwalifikował się (NZ) |
| Czerwony                                                              | Nie prekwalifikował się (NPK) |
| Różowy                                                                | Nie ukończył (NU) |
| Różowy                                                                | Niesklasyfikowany (NS) (w klasyfikacji generalnej, gdy nie został sklasyfikowany w żadnym wyścigu sezonu)                                 |
| Czarny                                                                | Zdyskwalifikowany (DK) |
| Czarny                                                                | Wykluczony (WYK/EX) |
| Biały                                                                 | Nie wystartował (NW) |
| Biały                                                                 | Kontuzjowany (K/INJ) |
| Biały                                                                 | Wyścig odwołany (OD/C) |
| Bez koloru                                                            | Został wycofany (WYC/WD) |
| Bez koloru                                                            | Nie przybył (NP/DNA) |
| Bez koloru                                                            | Nie brał udziału w treningach (NT/DNP) |
| Bez koloru                                                            | Nie został zgłoszony (–) |
| Pogrubienie                                                           | Start z pole position |
| Kursywa                                                               | Najszybsze okrążenie wyścigu |
| †                                                                     | Nie ukończył, ale jego rezultat został zaliczony ze względu na przejechanie więcej niż 90% dystansu wyścigu.                              |
| *                                                                     | Sezon w trakcie |
| 1/2/3                                                                 | Punktowana pozycja w sprincie kwalifikacyjnym                                                                                             |
| Lista systemów punktacji Formuły 1                                    | |

| Poz.         | Kierowca            | Zespół          | HUN          | PCS          | PAR          | PAR          | HUN          | HUN          | Punkty       |
| Formuła 2000 | Formuła 2000        | Formuła 2000    | Formuła 2000 | Formuła 2000 | Formuła 2000 | Formuła 2000 | Formuła 2000 | Formuła 2000 | Formuła 2000 |
| ------------ | ------------------- | --------------- | ------------ | ------------ | ------------ | ------------ | ------------ | ------------ | ------------ |
| 1            | Mátyás Szigetvári   | Budapesti Volán | 1            | NU           | 2            | 2            | 1            | 2            | 36           |
| 2            | Ferenc Rátkai       | Cinkota SE      | 2            | -            | 4            | 4            | 3            | 3            | 19           |
| 3            | László Szász        | Opel Szuna      | -            | -            | 1            | 1            | -            | -            | 18           |
| 4            | Ernő Richter        | Carex SC        | -            | NU           | 3            | 3            | 2            | -            | 13           |
| 5            | László Halaska      | Carex SC        | -            | -            | -            | -            | 4            | 1            | 11           |
| 6            | Attila Barta        | Mercury ASE     | -            | -            | -            | -            | -            | 4            | 3            |
| 7            | Kálmán Bódis        | Carex SC        | -            | -            | -            | 5            | -            | -            | 2            |
| Formuła 1600 |                     |                 |              |              |              |              |              |              |              |
| 1            | László Kálmándy Pap | Budapesti Volán | 1            | 1            | 1            | 1            | 1            | 1            | 31           |
| 2            | György Volentér     | Budapesti Volán | 3            | 3            | 2            | 2            | 3            | 2            | 14           |
| 3            | Norbert Csernus     | Carex SC        | -            | 2            | 3            | 3            | -            | -            | 10           |
| 4            | József Tornai       | Stoll SE        | 2            | 4            | NU           | 4            | -            | -            | 9            |
| 5            | Sándor Medve        | Szojka ASE      | -            | -            | -            | 5            | -            | -            | 2            |
| 6            | Ferenc Szojka       | Szojka ASE      | -            | -            | -            | -            | 2            | 3            | 1            |